# Martin Jakšić
Martin Jakšić  (Stari Mikanovci, 1. ožujka 1931.), hrvatski je publicist.

## Životopis
Martin Jakšić rodio se u Starim Mikanovcima 1931. godine. Školovao se u rodnom mjestu, Vinkovcima, Osijeku i Zagrebu. Poslije školovanja radio je u bolnicama u Sarajevu te u Zagrebu gdje živi kao umirovljeni viši medicinski tehničar. Surađuje u novinama i časopisima, piše aforizme i humorističko-satiričke sadržaje te godinama istražuje i skuplja slavonsko jezično blago, narodne riječi, krilatice, izreke i izvorne rečenice slavonskoga govora.

## Djela
- Naše riči, Općina Stari Mikanovci, Zagreb, 1997.
- Divanimo po slavonski, Pergamena, Zagreb, 2003.
- Raboš: slavonski dijalekt, Vlastita naklada, Zagreb, 2007.
- Srčika, Vlastita naklada, Zagreb, 2009.
- Partaje i parbe: imena, nadimci, šale, sprdnje, Vlastita naklada, Zagreb, 2010.
- Šalko: je najbolji domaći prirodni lijek za zdrave i bolesne: [aforizmi, smislenice, pošalice, rugalice, poruke, zagrebancije, izjave, rječnik], Vlastita naklada, Zagreb, 2010.[4]
- Rječnik govorā slavonskih, baranjskih i srijemskih, Naklada Nediljko Dominović, Zagreb, 2015.[5]
- Slavonice - Dijalektološke i frazeološke, Naklada Jesenski i Turk, Zagreb, 2016.[6]